# Афрокарпус
Афрокарпус (лат. Afrocarpus) — род деревянистых растений семейства Подокарповые (Podocarpaceae), распространённый в Африке.

## Ботаническое описание
Вечнозелёные, двудомные, крупные деревья. Кора тонкая, становится с возрастом чешуйчатой с небольшими пластинками. Листья очерёдные или супротивные, плоские, кожистые, от узколанцетно-эллиптических до линейно-ланцетных; устьица на обеих поверхностях.
- Афрокарпус серповидный, кора
- Афрокарпус Манна, листья

## Виды
Род включает 5 видов:
- Afrocarpus dawei (Stapf) C.N.Page
- Afrocarpus falcatus (Thunb.) C.N.Page typus — Афрокарпус серповидный
- Afrocarpus gracilior (Pilg.) C.N.Page
- Afrocarpus mannii (Hook.f.) C.N.Page — Афрокарпус Манна
- Afrocarpus usambarensis (Pilg.) C.N.Page — Афрокарпус узамбарский